# Enterostomula dura
Enterostomula dura är en plattmaskart som först beskrevs av Fuhrmann 1896.  Enterostomula dura ingår i släktet Enterostomula, och familjen Cylindrostomidae. Arten är reproducerande i Sverige.